# Ficus nervosa subsp. pubinervis
Sous-espèce
Synonymes
- Ficus crassitora Elmer[1]
- Ficus decaisnei Steud.[1]
- Ficus pubinervis Blume[1]
- Ficus sibulanensis Elmer[1]
- Urostigma hasseltii Miq.[1]

Ficus nervosa subsp. pubinervis est une sous-espèce de plantes de la famille des Moraceae.
Longtemps considérée comme une espèce, Ficus pubinervis, ce n'est qu'en 2003 qu'une révision est proposée pour la faire passer au rang de sous-espèce de l'espèce Ficus nervosa.

## Synonymes
Cette sous-espèce a pour synonymes : 
- Ficus crassitora Elmer[1]
- Ficus decaisnei Steud.[1]
- Ficus pubinervis Blume[1]
- Ficus sibulanensis Elmer[1]
- Urostigma hasseltii Miq.[1]